# Nazionale maschile di football americano della Germania
La nazionale di football americano della Germania (Deutsche American-Football-Nationalmannschaft) è la selezione maggiore maschile di football americano della Federazione Tedesca di American Football, che rappresenta la Germania nelle varie competizioni ufficiali o amichevoli riservate a squadre nazionali.

## Risultati
Legenda: Grassetto: Risultato migliore, Corsivo: Mancate partecipazioni

## Dettaglio stagioni

### Amichevoli
| Stagione | Vin | Par | Per | Tot | PF  | PS | avversaria |
| -------- | --- | --- | --- | --- | --- | -- | ---------- |
| 1981     | 1   | 1   | 1   | 3   | 27  | 37 | Italia     |
| 1998     | 0   | 0   | 1   | 1   | 7   | 20 | Svezia     |
| 2004     | 1   | 0   | 0   | 1   | 44  | 0  | Rep. Ceca  |
| 2009     | 1   | 0   | 0   | 1   | 49  | 21 | Francia    |
| 2011     | 1   | 0   | 0   | 1   | 26  | 0  | Italia     |
| Totale   | 4   | 1   | 2   | 7   | 153 | 78 |            |

Fonte: americanfootballitalia.com

### Tornei

#### Mondiali

##### Fase finale
| Stagione | regular season | regular season | regular season | regular season | regular season | regular season | playoff | playoff | playoff | playoff | playoff | playoff      | playoff    |
|          | Vin            | Par            | Per            | Tot            | PF             | PS             | Vin     | Per     | Tot     | PF      | PS      | risultato    | avversaria |
| -------- | -------------- | -------------- | -------------- | -------------- | -------------- | -------------- | ------- | ------- | ------- | ------- | ------- | ------------ | ---------- |
| 2003     |                |                |                |                |                |                | 1       | 1       | 2       | 53      | 28      | Terzo posto  | Francia    |
| 2007     | 1              | 0              | 1              | 2              | 39             | 35             | 1       | 0       | 1       | 7       | 0       | Terzo posto  | Svezia     |
| 2011     | 1              | 0              | 2              | 3              | 52             | 90             | 1       | 0       | 1       | 21      | 17      | Quinto posto | Francia    |
| Totale   | 2              | 0              | 3              | 5              | 91             | 125            | 3       | 1       | 4       | 81      | 45      |              |            |

Fonte: americanfootballitalia.com

##### Qualificazioni
| Stagione | regular season | regular season | regular season | regular season | regular season | regular season | playoff | playoff | playoff | playoff | playoff | playoff   | playoff    |
|          | Vin            | Par            | Per            | Tot            | PF             | PS             | Vin     | Per     | Tot     | PF      | PS      | risultato | avversaria |
| -------- | -------------- | -------------- | -------------- | -------------- | -------------- | -------------- | ------- | ------- | ------- | ------- | ------- | --------- | ---------- |
| 2007     |                |                |                |                |                |                | 1       | 0       | 1       | 68      | 7       |           | Danimarca  |
| Totale   |                |                |                |                |                |                | 1       | 0       | 1       | 68      | 7       |           |            |

Fonte: americanfootballitalia.com

#### Giochi Mondiali
| Stagione | regular season | regular season | regular season | regular season | regular season | regular season | playoff | playoff | playoff | playoff | playoff | playoff       | playoff    |
|          | Vin            | Par            | Per            | Tot            | PF             | PS             | Vin     | Per     | Tot     | PF      | PS      | risultato     | avversaria |
| -------- | -------------- | -------------- | -------------- | -------------- | -------------- | -------------- | ------- | ------- | ------- | ------- | ------- | ------------- | ---------- |
| 2005     | -              | -              | -              | -              | -              | -              | 2       | 0       | 2       | 51      | 6       | Campioni      | Svezia     |
| 2017     | -              | -              | -              | -              | -              | -              | 1       | 1       | 2       | 20      | 27      | Secondo posto | Francia    |
| Totale   | -              | -              | -              | -              | -              | -              | 3       | 1       | 4       | 71      | 33      |               |            |

Fonte: americanfootballitalia.com

#### Europei

##### Europeo ante-2001/Europeo A

###### Fase finale
| Stagione | regular season | regular season | regular season | regular season | regular season | regular season | playoff | playoff | playoff | playoff | playoff | playoff     | playoff    |
|          | Vin            | Par            | Per            | Tot            | PF             | PS             | Vin     | Per     | Tot     | PF      | PS      | risultato   | avversaria |
| -------- | -------------- | -------------- | -------------- | -------------- | -------------- | -------------- | ------- | ------- | ------- | ------- | ------- | ----------- | ---------- |
| 1983     | -              | -              | -              | -              | -              | -              | 1       | 1       | 2       | 35      | 53      | Terzo posto | Francia    |
| 1985     | -              | -              | -              | -              | -              | -              | 1       | 1       | 2       | 24      | 13      | Terzo posto | Francia    |
| 1987     | -              | -              | -              | -              | -              | -              | 2       | 0       | 2       | 66      | 45      | Finale      | Italia     |
| 1989     | -              | -              | -              | -              | -              | -              | 1       | 1       | 2       | 35      | 47      | Terzo posto | Italia     |
| 1993     | -              | -              | -              | -              | -              | -              | 1       | 1       | 2       | 21      | 13      | Terzo posto | Svezia     |
| 2000     | -              | -              | -              | -              | -              | -              | 1       | 1       | 2       | 74      | 36      | Finale      | Finlandia  |
| 2001     | -              | -              | -              | -              | -              | -              | 2       | 0       | 2       | 20      | 7       | Campioni    | Finlandia  |
| 2005     | -              | -              | -              | -              | -              | -              | 1       | 1       | 2       | 41      | 16      | Finale      | Svezia     |
| 2010     | 2              | 0              | 0              | 2              | 45             | 24             | 1       | 0       | 1       | 26      | 10      | Campioni    | Francia    |
| 2014     | 2              | 0              | 0              | 2              | 99             | 47             | 1       | 0       | 1       | 30      | 27      | Campioni    | Austria    |
| Totale   | 4              | 0              | 0              | 4              | 144            | 71             | 12      | 6       | 18      | 372     | 267     |             |            |

Fonte: americanfootballitalia.com

###### Qualificazioni
| Stagione | regular season | regular season | regular season | regular season | regular season | regular season | playoff | playoff | playoff | playoff | playoff | playoff   | playoff    |
|          | Vin            | Par            | Per            | Tot            | PF             | PS             | Vin     | Per     | Tot     | PF      | PS      | risultato | avversaria |
| -------- | -------------- | -------------- | -------------- | -------------- | -------------- | -------------- | ------- | ------- | ------- | ------- | ------- | --------- | ---------- |
| 1987     | -              | -              | -              | -              | -              | -              | 2       | 0       | 2       | 125     | 0       |           | Svizzera   |
| 1998     | -              | -              | -              | -              | -              | -              | 1       | 0       | 1       | 42      | 0       |           | Austria    |
| 2001     | -              | -              | -              | -              | -              | -              | 1       | 0       | 1       | 31      | 18      |           | Francia    |
| 2024     | 2              | 0              | 0              | 2              | 91             | 17             | -       | -       | -       | -       | -       |           | -          |
| Totale   | 2              | 0              | 0              | 2              | 91             | 17             | 4       | 0       | 4       | 197     | 18      |           |            |

Fonte: americanfootballitalia.com

#### German Japan Bowl
| Stagione | regular season | regular season | regular season | regular season | regular season | regular season | playoff | playoff | playoff | playoff | playoff | playoff       | playoff    |
|          | Vin            | Par            | Per            | Tot            | PF             | PS             | Vin     | Per     | Tot     | PF      | PS      | risultato     | avversaria |
| -------- | -------------- | -------------- | -------------- | -------------- | -------------- | -------------- | ------- | ------- | ------- | ------- | ------- | ------------- | ---------- |
| 2010     | -              | -              | -              | -              | -              | -              | 0       | 0       | 1       | 14      | 24      | Secondo posto | Giappone   |
| 2014     | -              | -              | -              | -              | -              | -              | 0       | 0       | 1       | 0       | 38      | Secondo posto | Giappone   |
| Totale   | -              | -              | -              | -              | -              | -              | 0       | 0       | 1       | 14      | 62      |               |            |

### Riepilogo partite disputate
| Anno            | Luogo                | Evento            | Fase del torneo      | Incontro                       | Risultato    |
| 14 giugno 1981  | Castel Giorgio       | Amichevole        |                      | Italia - Germania Ovest        | 0 - 12       |
| 1981            | Francoforte sul Meno | Amichevole        |                      | Germania Ovest - Italia        | 0 - 22       |
| 1981            | Colonia              | Amichevole        |                      | Germania Ovest - Italia        | 15 - 15      |
| 27 luglio 1983  | Castel Giorgio       | Europeo           | Semifinale           | Finlandia - Germania Ovest     | 33 - 8       |
| 1983            | Castel Giorgio       | Europeo           | Finale 3º - 4º posto | Germania Ovest - Francia       | 27 - 20      |
| 11 luglio 1985  | Milano               | Europeo           | Semifinale           | Italia - Germania Ovest        | 13 - 11      |
| 1985            | ?                    | Europeo           | Finale 3º - 4º posto | Germania Ovest - Francia       | 13 - 0       |
| 1987            | Berna                | Europeo           | Qualificazioni       | Svizzera - Germania Ovest      | 0 - 53       |
| 1987            | Schweinfurt          | Europeo           | Qualificazioni       | Germania Ovest - Svizzera      | 72 - 0       |
| 1987            | Helsinki             | Europeo           | Semifinale           | Finlandia - Germania Ovest     | 21 - 44      |
| 1987            | Helsinki             | Europeo           | Finale               | Italia - Germania Ovest        | 24 - 22      |
| 1989            | Heilbronn            | Europeo           | Semifinale           | Germania Ovest - Gran Bretagna | 6 - 38       |
| 1989            | Recklinghausen       | Europeo           | Finale 3º - 4º posto | Germania Ovest - Italia        | 29 - 9       |
| 1993            | Telgate              | Europeo           | Semifinale           | Finlandia - Germania           | 10 - 0       |
| 1993            | Telgate              | Europeo           | Finale 3º - 4º posto | Germania - Svezia              | 21 - 3       |
| 1998            | Braunschweig         | Amichevole        |                      | Germania - Svezia              | 7 - 20       |
| 1998            | ?                    | Europeo           | Qualificazioni       | Austria - Germania             | 0 - 42       |
| 2000            | Amburgo              | Europeo           | Semifinale           | Germania - Ucraina             | 45 - 6       |
| 2000            | Amburgo              | Europeo           | Finale               | Germania - Finlandia           | 29 - 30      |
| 2001            | Nîmes                | Europeo           | Qualificazioni       | Francia - Germania             | 18 - 31      |
| 2001            | a tavolino           | Europeo           | Semifinale           | Gran Bretagna - Germania       | 0 - 1 d.g.s. |
| 2001            | Hanau                | Europeo           | Finale               | Germania - Finlandia           | 19 - 7       |
| 2003            | Wiesbaden            | Mondiale          | Semifinale           | Messico - Germania             | 21 - 17      |
| 2003            | Wiesbaden            | Mondiale          | Finale 3º - 4º posto | Germania - Francia             | 36 - 7       |
| 2004            | Dresda               | Amichevole        |                      | Germania - Rep. Ceca           | 44 - 0       |
| 2005            | Duisburg             | Giochi Mondiali   | Semifinale           | Germania - Australia           | 31 - 0       |
| 2005            | Duisburg             | Giochi Mondiali   | Finale               | Germania - Svezia              | 20 - 6       |
| 2005            | Malmö                | Europeo A         | Semifinale           | Germania - Gran Bretagna       | 34 - 0       |
| 2005            | Malmö                | Europeo A         | Finale               | Svezia - Germania              | 16 - 7       |
| 5 agosto 2006   | Flensburgo           | Mondiale          | Qualificazioni       | Germania - Danimarca           | 68 - 7       |
| 2007            | Kawasaki             | Mondiale          | Girone               | Germania - Corea del Sud       | 32 - 2       |
| 2007            | Kawasaki             | Mondiale          | Girone               | Stati Uniti - Germania         | 33 - 7       |
| 2007            | Kawasaki             | Mondiale          | Finale 3º - 4º posto | Germania - Svezia              | 7 - 0        |
| 2008            | Stoccarda            | Amichevole        |                      | Germania - Svezia              | 45 - 0       |
| 2009            | Valence              | Amichevole        |                      | Francia - Germania             | 21 - 49      |
| 2010            | Düsseldorf           | German Japan Bowl |                      | Germania - Giappone            | 14 - 24      |
| 2010            | Francoforte sul Meno | Europeo A         | Girone               | Germania - Austria             | 22 - 20      |
| 2010            | Wiesbaden            | Europeo A         | Girone               | Finlandia - Germania           | 4 - 23       |
| 2010            | Francoforte sul Meno | Europeo A         | Finale               | Germania - Francia             | 26 - 10      |
| 5 marzo 2011    | Torino               | Amichevole        |                      | Italia - Germania              | 0 - 26       |
| 2011            | Innsbruck            | Mondiale          | Girone               | Germania - Messico             | 15 - 22      |
| 2011            | Innsbruck            | Mondiale          | Girone               | Germania - Stati Uniti         | 7 - 48       |
| 2011            | Innsbruck            | Mondiale          | Girone               | Australia - Germania           | 20 - 30      |
| 2011            | Vienna               | Mondiale          | Finale 5º - 6º posto | Germania - Francia             | 21 - 17      |
| 2014            | Kawasaki             | German Japan Bowl |                      | Giappone - Germania            | 38 - 0       |
| 2014            | Sankt Pölten         | Europeo A         | Girone               | Germania - Finlandia           | 47 - 7       |
| 2014            | Sankt Pölten         | Europeo A         | Girone               | Svezia - Germania              | 40 - 52      |
| 2014            | Sankt Pölten         | Europeo A         | Finale               | Germania - Austria             | 30 - 27      |
| 2017            | Breslavia            | Giochi Mondiali   | Semifinale           | Germania - Stati Uniti USFAF   | 14 - 13      |
| 2017            | Breslavia            | Giochi Mondiali   | Finale               | Germania - Francia             | 6 - 14       |
| 19 ottobre 2024 | Coventry             | Europeo A         | Qualificazioni       | Gran Bretagna - Germania       | 11 - 49      |
| 26 ottobre 2024 | Krefeld              | Europeo A         | Qualificazioni       | Germania - Svezia              | 42 - 6       |
| 25 ottobre 2025 | Krefeld              | Europeo A         | Semifinale           | Austria - Germania             |              |

## Confronti con le altre Nazionali
Questi sono i saldi della Germania nei confronti delle Nazionali incontrate.

### Saldo positivo
| Nazionale         | Giocate | Vinte | Pareggiate | Perse | PF  | PS  | Ultima vittoria | Ultimo pari | Ultima sconfitta |
| ----------------- | ------- | ----- | ---------- | ----- | --- | --- | --------------- | ----------- | ---------------- |
| Svizzera          | 2       | 2     | 0          | 0     | 125 | 0   | 1987            | -           | -                |
| Danimarca         | 1       | 1     | 0          | 0     | 68  | 7   | 2007            | -           | -                |
| Austria           | 3       | 3     | 0          | 0     | 94  | 47  | 2014            | -           | -                |
| Rep. Ceca         | 1       | 1     | 0          | 0     | 44  | 0   | 2004            | -           | -                |
| Australia         | 2       | 2     | 0          | 0     | 61  | 20  | 2011            | -           | -                |
| Ucraina           | 1       | 1     | 0          | 0     | 45  | 6   | 2000            | -           | -                |
| Corea del Sud     | 1       | 1     | 0          | 0     | 32  | 2   | 2007            | -           | -                |
| Stati Uniti USFAF | 1       | 1     | 0          | 0     | 14  | 13  | 2017            | -           | -                |
| Francia           | 8       | 7     | 0          | 1     | 209 | 107 | 2011            | -           | 2017             |
| Svezia            | 8       | 6     | 0          | 2     | 187 | 105 | 2024            | -           | 2005             |
| Gran Bretagna     | 4       | 3     | 0          | 1     | 90  | 49  | 2024            | -           | 1989             |
| Finlandia         | 7       | 4     | 0          | 3     | 170 | 112 | 2014            | -           | 2000             |

### Saldo in pareggio
| Nazionale | Giocate | Vinte | Pareggiate | Perse | PF  | PS | Ultima vittoria | Ultimo pari | Ultima sconfitta |
| --------- | ------- | ----- | ---------- | ----- | --- | -- | --------------- | ----------- | ---------------- |
| Italia    | 7       | 3     | 1          | 3     | 115 | 83 | 2011            | 1981        | 1987             |

### Saldo negativo
| Nazionale         | Giocate | Vinte | Pareggiate | Perse | PF | PS | Ultima vittoria | Ultimo pari | Ultima sconfitta |
| ----------------- | ------- | ----- | ---------- | ----- | -- | -- | --------------- | ----------- | ---------------- |
| Messico           | 2       | 0     | 0          | 2     | 32 | 43 | -               | -           | 2011             |
| Giappone          | 2       | 0     | 0          | 2     | 14 | 62 | -               | -           | 2014             |
| Stati Uniti USA-F | 2       | 0     | 0          | 2     | 14 | 81 | -               | -           | 2011             |

## Roster storici
| Roster della Germania - amichevole Germania-Italia a Colonia (1981) |
| --- |
| Quarterback - Franz Beyer - Ernst Grau - Achim Reitz Running Back - Raymond Gnauf - Ernst Grob - Michael Hunstock - Ingo Köhler - Andreas Merckel - Werner Grauert - Uwe Schabries FB Wide Receiver - Bruno Fichtenmeier - Michael Farzandi - Wolfgang Kremser Tight End - Manfred Gerlach - Carsten Lohmann Offensive Linemen - Ralph Bunger OT - Olaf Felde G - Michael Lotz C - Andreas Ratzke C - Wolfgang Wächter OT - Bernd Wischnitzsky OT - Mike Woyke OT - Frank Klein G - H.G. Reinhold RG Defensive Linemen - Hannes Vollenberg DE - Lutz Brodmeier DE - Peter Moskalenko DE - Thomas Spengler DE - Eberhard Schaver NG - Markus Minx DT - Volker Lang DE Linebacker - Michael Haus - Thomas May - Peter Riedel - Christian Spengler - Michael Gellwanger Defensive Back - Hubert Ackermann - Alexander Leibkind - Nick Nagel - Christoph Heyne Special Team Roster aggiornato al 13 marzo 2025 Coaching staff HC Wolfgang Lehneis |

| Roster della Germania - Europeo 1987 |
| --- |
| Quarterback - 7 Jan Stecker QB/WR - 9 Andreas Motzkus - 88 Mario Anastasopoulos QB/WR Running Back - 24 Bodo Flemming HB - 27 Klaus Brüggemann HB - 33 Markus Becker - 43 Andreas Schneider FB - 45 Hartmut Nauss FB Wide Receiver - 12 Stefan Mau - 47 Raymond Grauf - 82 Dirk Kapeller - 86 Lars Köhler Tight End - 49 Robert Motzkus - 89 Thorsten Huschbeck Offensive Linemen - 51 Tom Beuth C - 53 Martin Schreckensberger OT - 55 Dirk Gadamgahi G - 61 Joachim Gerlach OT - 70 Alfons Koch - 71 Bertram Lück OT - 74 Uwe Forsbach G - 76 Gerald Olszewski OT - 77 Jürgen Otto G Defensive Linemen - 50 Klaus Kirschner DT - 60 Jürgen Frambach DE - 65 Hans-Dieter Meyer DT - 69 Peter Friedrich DE - 73 Guido Hallebach DT - 75 Hendrik Steinbiss DE - 78 Sven Liebe DE - 85 Olaf Hampel DT Linebacker - 41 James Honig - 46 Ascan Körner - 56 Marcel Dressen - 57 Claus Thieme - 58 Axel Zorz - 59 Stefan Spengler Defensive Back - 20 Michael Friebe CB - 30 Martin Heidingsfelder SS/CB - 31 Christian Breining FS/CB - 44 Horst Ebelt CB - 87 Peter Zeilfelder FS/CB - 93 Heiko Anders SS Special Team - 3 Martin Oehlschlägel K Roster aggiornato al 11 marzo 2025 Coaching staff HC Walter Rohlfing |

| Roster della Germania - Europeo 1989 |
| --- |
| Quarterback - Mario Anastasopoulos - Christian Hauck - Andreas Motzkus Running Back - Matthias Maruhn - Melle Parris - Tobias Gerland HB - Andreas Schecher Wide Receiver - Roman Motzkus - Andreas Michels - Florian Gneist - Christian Walter Tight End - Thorsten Huschbeck - Werner Hippler - Robert Motzkus Offensive Linemen - Tom Beuth C - Gerald Olszewski G - Kai Saatkamp - Andreas Tiedemann - Bertram Lück OT - Joachim Gerlach - Olaf Hampel G Defensive Linemen - Jürgen Frambach DT - Oliver Erhorn DE - Thomas Haas - Martin Wollny DT Linebacker - Roman Edelmann - Frank Seemann - James Honig - Ascan Körner - Stefan Spengler Defensive Back - Michael Friebe CB - Andreas Max CB - Frank Schuhmacher - Norbert Wild - Jochen Pleitner S - Peter Zeilfelder FS/CB Special Team - Günther Oeder K/P - Thomas Schwambach K Lista delle riserve - Erwin Bitsch - Stefan Ehrenberg - Wolfgang Baumann - Jörg Schubert - Jürgen Band - Harald Gross - Jürgen Haslach - Hennig Reichert - Dominik Krieg - Alexander Ernst - Thomas Metzger - Frank Fischer - Thomas Geret - Christian Honig Roster aggiornato al 10 marzo 2025 Coaching staff HC Walter Rohlfing |

| Roster della Germania - Europeo 1993 |
| --- |
| Quarterback - Bernd Günther - Tim Bengsch - Dirk Hansen - Christian Hauck Running Back - Markus Finke - Taric Al-Habash - Stefan Jansen - Ingo Seibert - Holger Soukup Wide Receiver - Frank Stahnke - Roman Motzkus - Stefan Munker - Kai Abicht - Kei Lyck - Thomas Zeitler Tight End - Werner Hippler - Martin Driever - Jürgen Sedlmayer Offensive Linemen - Gerald Olszewski G - Holger Langmann - Kay Friedrich - Markus Müller - Jens Gorgel - Lutz Gernert - Thomas Söker - Volker Vollmer - Reinald Lampe Defensive Linemen - Peter Groß-Paaß DE - 51 Gunther Renner - Ini Umanah - Detlef Klix - Frank Cremanns - Stefan Garten - Ole Meine Linebacker - Claus Biedermann - Edmund Buchbinder - Christian Czwalinna - Frank Seemann - Tommy Clever - Thomas Kerndl Defensive Back - Andreas Motzkus - Andreas Max - Alexius Tank - Charlie Unkelbach - Christian Munker - Frank Schuhmacher - Markus Kraus - Norbert Wild - Volker Bush Special Team - Stephan Maslo K/P - Günther Oeder K/P Roster aggiornato al 10 marzo 2025 Coaching staff HC Joseph Burke |

| Roster della Germania - amichevole Germania-Austria (1997) |
| --- |
| Quarterback - 7 Wulf von Borzyskowski - 11 Wanja Müller - 12 Joachim Ullrich Running Back - 24 Ingo Seibert - 23 Marcel Münch - 25 Oliver Schmeling Wide Receiver - 84 Christian Walter - 85 Patrick Gerigk - 83 Maximilian von Garnier - 22 Frank Stahnke - 88 Babak Movassaghi - 80 Jörg Heckenbach - 87 Slawomir Rybarczyk - 81 Marco Knorr Tight End - 88 Werner Hippler - 82 Martin Driever Offensive Linemen - 71 Dirk Weidlich - 72 Tim Wagner - 64 René Pitzner - 65 Andreas Kempchen - 61 Oliver Kirchhoff - 77 Thomas Söker - 63 Rolf Gerhold Defensive Linemen - 98 Stefan Gamlin - 97 Vladimir Ilic - 73 Frank Messmer - 74 Peter Groß-Paaß DE - 95 Ole Meine - 98 Benjamin Busse Linebacker - 51 Gunther Renner - 44 Stefan Wesche - 50 Claus Biedermann - 54 Anthony Doghmi - 55 Patrick Köpper - 52 Stefan Garten - 53 Christian Schriek - 26 Michael Busak Defensive Back - 9 Andreas Motzkus - 46 Volker Schenk - 43 Christoph Malewski - 41 Christian Orlowski - 45 Sascha Gehloff - 19 Bastian Kypke - 27 Pascal Ritzheim - 20 Thomas Manz Special Team - 1 Ralf Kleinmann K/P - 2 Andreas Schroeder K/P Roster aggiornato al 13 marzo 2025 Coaching staff HC Walter Rohlfing · OC/QB/WR Phil Hickey |

| Roster della Germania - amichevole Germania-Svezia (1998) |
| --- |
| Quarterback - 2 Jan Seiff - 7 Wulf von Borzyskowski - 10 Helge Hummel - 11 Wanja Müller Running Back - 23 Marcel Münch - 24 Ingo Seibert - 25 Oliver Schmeling Wide Receiver - 22 Thomas Zeitler - 80 Mark Corell - 81 Claudius Osei - 83 Marc Ellering - 84 Martin Ernst - 85 Patrick Gerigk - 87 Frank Stahnke - 88 Babak Movassaghi Tight End - 82 Martin Driever - 86 Gunther Braschler Offensive Linemen - 60 René Pitzner - 63 Martin Köhler - 64 Stefan Seibert - 65 Andreas Kempchen - 70 Jens Sander - 71 Andreas Wegert - 72 Tim Wagner Defensive Linemen - 73 Frank Messmer - 74 Peter Groß-Paaß DE - 94 Markus Richter - 96 Vladimir Ilic - 97 Frank Habermann - 98 Mathias Ude Linebacker - 26 Jan-Hendrik Wohlers - 44 Stefan Wesche - 52 Stefan Garten - 53 Rafael Graetz - 54 Anthony Doghmi - 55 Oliver Over Defensive Back - 9 Andreas Motzkus - 19 Bastian Kypke - 20 Andreas Schaaf - 27 Pascal Ritzheim - 28 Rico Meinhardt - 41 Christian Orlowski - 43 Sebastian Tuch - 46 Manfred Groß Special Team - 1 Ralf Kleinmann K Roster aggiornato al 17 marzo 2025 Coaching staff HC Walter Rohlfing · OC/QB/WR Phil Hickey |

| Roster della Germania - Europeo 2000 |
| --- |
| Quarterback - 7 Wulf von Borzyskowski - 10 Jan Seiff - 11 Valentin Leppert - 12 Joachim Ullrich Running Back - 3 Marcel Münch - 23 Martin Falkowski - 24 Axel Togbonou - 30 Markus Schuster - 33 Wolfgang Hatzky Wide Receiver - 1 Marc Ellgering - 2 Slawomir Rybarczyk - 8 Thomas Zeitler - 80 Jörg Heckenbach - 81 Patrick Wolf - 83 Maximilian von Garnier - 87 Patrick Gerigk - 88 Babak Movassaghi Tight End - 82 Martin Driever - 84 Gunter Braschler - 86 Werner Hippler Offensive Linemen - 59 René Pitzner - 61 Oliver Kirchhoff - 62 André Mathes OT - 63 Andreas Kempchen - 70 Matthias Englisch - 71 Tim Wagner - 76 Stefan Schumann - 77 Thomas Söker - 79 Nikolas Abel Defensive Linemen - 54 Vladimir Ilic - 73 Jens Allers - 74 Peter Groß-Paaß DE - 75 Marcus Richter - 78 Martin Grziska - 90 Hans Juhnke - 91 Sebastian Gimbel - 92 Marc-Antun Spear - 94 Bernhard Rozic - 95 Rouven Riedel - 96 Frank Habermann - 98 Matthias Ude Linebacker - 26 Jan-Hendrik Wohlers - 44 Stefan Wesche - 51 Andre Bangert - 52 Stefan Garten - 55 Anthony Doghmi - 57 Dusty Pearce Defensive Back - 9 Andreas Motzkus - 19 Bastian Kypke - 20 Andreas Schaaf - 21 Sebastian Borowski - 22 Pascal Ritzheim - 25 Sascha Gehloff - 27 Christoph Malewski - 29 Sebastian Tuch FS - 35 Richard Yancy - 38 Rico Meinhardt - 46 Lelan Brickus Special Team - 4 Stefan Bauer K/P - 5 Ralf Kleinmann K/P Roster aggiornato al 6 marzo 2025 Coaching staff HC John Ralston · OC Kent Anderson · DC Jeff Reinebold · OL Sandro Cinelli · DL Dominic Cardozo · LB Norbert Pitzner · QB/WR Martin Tschurer · AC Horst Meinhardt · DB Shuan Fatah · RB Bernd von Lapp |

| Roster della Germania - Germania-Finlandia Finale Europeo 2001 |
| --- |
| Quarterback - 12 Joachim Ullrich - 15 Wanja Müller - 10 Jan Seiff Running Back - 34 Dominique Kuhn - 31 Marc Correll - 32 Martin Falkowski - 44 Carsten Schwejda - 20 Markus Schuster Wide Receiver - 80 Maximilian von Garnier - 7 Babak Movassaghi - 81 Christian Boti-Bramer - 29 Gunnar Peter - 9 Ulf Behre - 2 Andreas Lefevre - 84 Jörg Heckenbach Tight End - 82 Martin Driever - 5 Gunter Braschler Offensive Linemen - 61 Frank Söhlke C - 63 Andreas Kempchen - 64 Patrick Grießheimer - 76 Stefan Grundmann - 72 Andreas Wegert - 66 André Mathes OT - 55 Peter Heyer Defensive Linemen - 90 Frank Beckmann - 96 Hans Juhnke - 93 Jens Allers - 74 Peter Groß-Paaß DE - 78 Sebastian Gimbel - 71 Stefan Kruse - 98 Frank Habermann Linebacker - 6 Stefan Wengertsmann - 53 Andre Bangert - 35 Jan van Look - 51 Gunther Renner Defensive Back - 4 Matthias Weil - 3 Daniel Slupinski - 26 Pascal Ritzheim - 42 Jens Klenner - 19 Sebastian Tuch FS Special Team - 13 Steffen Müller K - 11 Stefan Bauer K Roster aggiornato al 12 dicembre 2024 Coaching staff HC/OC Martin Hanselmann · DC Walter Rohlfing · OL Erol Seval · DL Norbert Pitzner · QB Martin Tschurer · WR Steffen Breuer · DB Jörg Mackenthun · RB/ST Andreas Mees |

| Roster della Germania - Mondiale 2003 |
| --- |
| Quarterback - 9 Philipp Lux - 12 Joachim Ullrich Running Back - Marc Correll - 33 Patrick Fajfr - 22 Martin Falkowski - Patrick Geiger - 34 Dominique Kuhn - Christian Poschmann - 20 Markus Schuster - Carsten Schwejda Wide Receiver - 81 Christian Boti-Bramer - 8 Marcel Duft - 85 Timo Gross - 88 Chris Liess - 26 Gunnar Peter - 18 Markus Schöpf - Johnny Schmuck Tight End - Gunter Braschler - 89 Alexej Mittendorf - 11 Björn Obrecht - John Odendhal Offensive Linemen - Patrick Grießheimer - Markus Grießmeier - Stefan Grundmann - Raphael Llanos-Farfan - André Mathes OT - Frank Söhlke C - Ludger Uckermann - Jürgen Hofmann C - Drago Zuzic - Nico Abel - Peter Heyer Defensive Linemen - Daniel Datz - Dennis Engelbrecht - Peter Groß-Paaß DE - Gerd Knöfel - Christoph Königsmann DT - Sebastian Gimbel Linebacker - Markus Bleker - Toko Pfeiffenberger - Richard Adjei - Jan van Look - Martin Zimmermann - Roman Melzer - Florian Emslander - Mike Reichenbach Defensive Back - 21 Lelan Brickus - Ronny Freudenberg - Sascha Gehloff - Lennie Greene - Daniel Slupinski - 19 Sebastian Tuch FS - 4 Matthias Weil - Richard Yancy - Tobias Fuchs Special Team - 2 Andreas Lefevre P/K - 13 Steffen Müller K Roster aggiornato al 11 maggio 2011 Coaching staff HC Martin Hanselmann |

| Roster della Germania - amichevole Germania-Repubblica Ceca (2004) |
| --- |
| Quarterback - Joachim Ullrich - Philipp Lux - Mike Friese - Dennis Zimmermann - Frank Roser Running Back - Marc Correll - Patrick Geiger - Christian Poschmann - Björn Dreier Wide Receiver - Markus Schöpf - Marcel Duft - Marc Biedenkapp - Simon Eisebitt Tight End - Alexej Mittendorf - Florian Bambuch Offensive Linemen - Stefan Grundmann - Patrick Grießheimer - Tim Stößner - André Mathes OT - Julian Pjanic - Frank Söhlke C - Alexander Haritonenko Defensive Linemen - Christoph Königsmann DT - Dennis Engelbrecht - Gunnar Winkler - Klaas Nuttbohn Linebacker - Toko Pfeiffenberger - Franco Ingravalle - Sven Mielke Defensive Back - Ronny Freudenberg - Sebastian Tuch FS - Matthias Weil - Daniel Slupinski - Oliver Radke Special Team - Thomas Rauch K/P Roster aggiornato al 17 marzo 2025 Coaching staff HC Martin Hanselmann |

| Roster della Germania - World Games 2005 |
| --- |
| Quarterback - 12 Joachim Ullrich - 13 Mike Friese Running Back - 2 Martin Falkowski - 9 Björn Dreier - 20 Markus Schuster - 32 Christian Poschmann Wide Receiver - 6 Jörg Heckenbach - 8 John Paul Schmuck - 80 Maximilian von Garnier - 81 Sebastian Judis - 84 Marc Biedenkapp - 85 Markus Schöpf Tight End - 11 Florian Bambuch - 45 Christian von Einem - 89 Alexej Mittendorf Offensive Linemen - 60 Benedikt Baumann - 61 Frank Söhlke C - 62 Rolf Haas - 64 Patrick Hansen - 65 David Odenthal - 66 André Mathes OT - 74 Julian Pjanic - 75 Raphael Llanos-Farfan - 77 Julius Sidoroff Defensive Linemen - 67 Dennis Engelbrecht - 69 Christoph Königsmann DT - 76 Stefan Grundmann - 78 Anthony Doghmi - 90 Thomas Rauch - 92 Klaas Nuttbohn - 94 Gunnar Winkler Linebacker - 5 Albert Falkowski - 34 Hendrik Voß - 35 André Krüger - 44 Stefan Wesche - 50 Markus Bleker - 56 Michael Elsen - 58 Franco Ingravalle Defensive Back - 3 Daniel Slupinski - 4 Matthias Weil - 19 Sebastian Tuch FS - 25 Oliver Radke - 26 Sebastian Borowski - 29 Julian Hennek - 33 Ronny Freudenberg Special Team Roster aggiornato al 13 marzo 2025 Coaching staff HC Martin Hanselmann · DC Walter Rohlfing · OL Erol Seval · DL Norbert Pitzner · QB Martin Tschurer · WR Steffen Breuer · DB Jörg Mackenthun · RB Andreas Mees · AC Georg Podleska |

| Roster della Germania - Europeo A 2005 |
| --- |
| Quarterback - 12 Joachim Ullrich - 13 Mike Friese Running Back - 2 Martin Falkowski - 21 Patrick Geiger - 32 Christian Poschmann Wide Receiver - 6 Jörg Heckenbach - 80 Maximilian von Garnier - 81 Sebastian Judis - 84 Marc Biedenkapp - 85 Markus Schöpf Tight End - 9 Bastian Nau - 11 Florian Bambuch - 45 Christian von Einem - 89 Alexej Mittendorf Offensive Linemen - 60 Benedikt Baumann - 61 Frank Söhlke C - 62 Rolf Haas - 64 Patrick Hansen - 65 David Odenthal - 66 André Mathes OT - 74 Julian Pjanic - 75 Raphael Llanos-Farfan - 77 Julius Sidoroff Defensive Linemen - 67 Dennis Engelbrecht - 69 Christoph Königsmann DT - 76 Stefan Grundmann - 78 Anthony Doghmi - 90 Thomas Rauch - 92 Klaas Nuttbohn - 94 Gunnar Winkler Linebacker - 5 Albert Falkowski - 34 Hendrik Voß - 35 Mario Nowak - 44 Stefan Wesche - 50 Markus Bleker - 56 Michael Elsen - 58 Franco Ingravalle Defensive Back - 3 Daniel Slupinski - 4 Matthias Weil - 8 Sebastian Borowski - 19 Sebastian Tuch FS - 25 Oliver Radke - 29 Julian Hennek - 33 Ronny Freudenberg Special Team Roster aggiornato al 11 marzo 2025 Coaching staff HC Martin Hanselmann · DC Walter Rohlfing · OL Erol Seval · DL Norbert Pitzner · QB Martin Tschurer · WR Steffen Breuer · DB Jörg Mackenthun · RB Andreas Mees · AC Georg Podleska |

| Roster della Germania - Germania-Danimarca Qualificazioni mondiali 2006 |
| --- |
| Quarterback - 12 Joachim Ullrich - 13 Mike Friese Running Back - 3 Björn Dreier - 20 Waldemar Weizel - 21 Patrick Geiger - 32 Christian Poschmann Wide Receiver - 6 Jörg Heckenbach - 8 Marcel Duft - 80 Maximilian von Garnier - 81 Sebastian Judis - 84 Marc Biedenkapp - 85 Daniel Schorn - 88 Dominic Hanselmann Tight End - 5 Bastian Nau - 44 Andreas Nommensen - 89 Alexej Mittendorf TE/FB Offensive Linemen - 56 Matthias Niemsch - 64 Frank Söhlke G/C - 65 David Odenthal - 66 André Mathes OT - 74 Julian Pjanic OT - 75 Marten Töwe - 76 Severin Müller-Platz - 77 Benjamin Crljenkovic Defensive Linemen - 33 Kai-Philipp Stief DL/K/P - 45 Christian von Einem - 62 Maximilian Grewe - 67 Dennis Engelbrecht - 69 Christoph Königsmann DT - 90 Benjamin Lindner - 92 Stefan Köhler - 94 Gunnar Winkler Linebacker - 24 Christian Beckmann - 26 André Grohe - 31 Florian Emslander - 34 René Engel - 35 André Krüger Defensive Back - 2 Sebastian Borowski - 4 Matthias Weil CB - 7 David de Armas - 9 Julian Hennek - 19 Sebastian Tuch - 22 Stephan Seidel - 25 Oliver Radke - 29 Oliver Flemming S Special Team Roster aggiornato al 5 marzo 2025 Coaching staff HC Martin Hanselmann · DC Walter Rohlfing · OL Erol Seval · DL Norbert Pitzner · QB Martin Tschurer · WR Steffen Breuer · DB Jörg Mackenthun · RB Andreas Mees · AC Georg Podleska |

| Roster della Germania - Mondiale 2007 |
| --- |
| Quarterback - 12 Joachim Ullrich - 9 Dennis Zimmermann Running Back - 32 Christian Poschmann - 21 Patrick Geiger - 2 Danny Washington Wide Receiver - 8 Marcel Duft - 19 Mathis Baumbach - 84 Marc Biedenkapp - 85 Dominic Hanselmann - 6 Jörg Heckenbach - 5 Filip Pawelka - 80 Maximilian von Garnier Tight End - 89 Alexej Mittendorf - 44 Andreas Nommensen - 24 Markus van Daalen Offensive Linemen - 66 André Mathes OT - 60 Ludger Uckermann - 62 Kevin Ansu Yeboah - 64 Benjamin Crljenkovic - 77 Alexander Haritonenko - 74 Julian Pjanic - 65 Eric Schramm - 75 Marten Töwe Defensive Linemen - 67 Dennis Engelbrecht - 22 Sean Averhoff - 56 Anthony Doghmi - 92 Daniel Mirus - 69 Christoph Königsmann DT - 58 Michael Rendsburg - 90 Kai-Philipp Stief - 45 Christian von Einem - 96 Gunnar Winkler Linebacker - 3 Christian Beckmann - 7 Matthias Bering - 41 André Krüger - 31 Mario Nowak - 13 Jasson Scott Defensive Back - 4 Matthias Weil CB - 26 Matthias Eck - 29 Oliver Flemming S - 25 Oliver Radke - 47 Sebastian Schönbroich - 20 Stephan Seidel - 33 Ronny Freudenberg Special Team - 11 Steffen Dölger P/K Roster aggiornato al 11 maggio 2011 Coaching staff OC Brad Arbon · DC Walter Rohlfing · QB Martin Tschurer · WR Steffen Breuer · OL Erol Seval · DB Jörg Mackenthun · DL Norbert Pitzner · AC Georg Podleska |

| Roster della Germania - amichevole Germania-Svezia (2008) |
| --- |
| Quarterback - 7 Tobias Brüning - 9 Dennis Zimmermann - 12 Joachim Ullrich Running Back - 2 Danny Washington - 6 Simon Sommerfeld - 22 Daniel Berg - 31 Jerome Morris Wide Receiver - 8 Marcel Duft - 81 Jens Walter - 85 Dominic Hanselmann - 88 Pascal Maier Tight End - 5 Gunther Braschler - 45 Florian Bambuch - 89 Alexej Mittendorf Offensive Linemen - 60 Patrick Venzke OT - 62 Lars Hampel G - 65 David Odenthal C - 66 André Mathes OT - 69 Patrick Neff G - 74 Joachim Steinhäuser G - 75 Marten Töwe OT Defensive Linemen - 20 Kai-Philipp Stief - 56 Christopher Rieck - 58 Michael Rendsburg - 67 Jens Heinike - 76 Cedric Clark - 77 Christian Fuchs - 78 Milan Mišić - 90 Maximilian Grewe - 94 Jeffrey Armaning Linebacker - 13 Jasson Scott - 19 André Krüger - 35 Oliver Schober - 44 Simon Brenner Defensive Back - 3 Leonard Greene - 18 Roman Solovij - 24 Alexander Musch - 25 Oliver Radke - 26 Matthias Eck - 29 Alexander Scholz - 32 Karl Michel - 33 Ronny Freudenberg - 34 Daniel Schober Special Team - 11 Steffen Dölger P/K Roster aggiornato al 17 marzo 2025 Coaching staff OC Brad Arbon · DL Dogan Özdincer |

| Roster della Germania - amichevole Francia-Germania (2009) |
| --- |
| Quarterback - Fabian Schorn - Joachim Ullrich - Dennis Zimmermann Running Back - Patrick Scott - Samuel Shannon - Danny Washington Wide Receiver - Johannes Brenner - Marcel Duft - Dominic Hanselmann - Pascal Maier - Filip Pawelka - Jens Walter Tight End - Florian Bambuch - Alexej Mittendorf Offensive Linemen - Lars Hampel G - Nils Hampel - Hannes Irmer - André Mathes OT - Patrick Neff G - Eric Schramm - Joachim Steinhäuser G - Marten Töwe OT Defensive Linemen - Cedric Clark - Christian Fuchs - Maximilian Grewe - Jens Heinike - Marius Klostermann - Milan Mišić - Christian Mohr - Christopher Rieck - Thorsten Roderick Linebacker - Simon Brenner - Jasson Scott - Oliver Schober - Philipp Stursberg Defensive Back - Matthias Eck - Leonard Greene - Karl Michel - Alexander Musch - Christian Petersen - Mario Schmitt - Marlon Singendonk - Roman Solovij Special Team - Benjamin Scharweit K Roster aggiornato al 18 marzo 2025 Coaching staff HC Marshal Happer · OC Brad Arbon · DL Dogan Özdincer · WR Maximilian von Garnier |

| Roster della Germania - German Japan Bowl 2010 |
| --- |
| Quarterback - 9 Dennis Zimmermann - 12 Joachim Ullrich - 29 Felix Brenner Running Back - 21 Patrick Scott - 31 Jerome Morris - 34 Randall Payne Wide Receiver - 3 Johannes Brenner - 6 Pascal Maier - 7 Philip Stentzel - 19 Jens Walter - 81 Radko Zoller - 84 Niklas Römer - 85 Dominic Hanselmann - 87 Robin Bräuer Tight End - 30 Florian Pawlik - 89 Alexej Mittendorf Offensive Linemen - 58 Hannes Irmer - 60 Florian Hartmann - 61 Lars Hampel - 62 Nils Hampel - 64 Patrick Neff - 69 Nils Bilinski - 70 Jan Frederick Flachs - 75 Marten Töwe Defensive Linemen - 65 Maximilian Grewe - 67 Dennis Engelbrecht - 74 Dennis Hermann - 76 Cedric Clark - 77 Christian Fuchs - 78 Milan Mišić - 92 Christian Mohr - 96 Robert Zernicke - 99 Sven Rieger Linebacker - 5 Philipp Stursberg - 13 Jasson Scott - 41 Mario Nowak - 44 Simon Brenner - 56 Albert Langebartels Defensive Back - 4 Roman Solovij - 20 Stephan Seidel - 22 Mario Schmitt - 25 Oliver Radke - 26 Matthias Eck - 27 Christian Petersen - 32 Karl Michel - 43 Jason Adjei - 47 Daniel McCray Special Team - 35 Benjamin Scharweit K Roster aggiornato al 18 marzo 2025 Coaching staff HC/OC Brad Arbon · DC Walter Rohlfing · LB Anthony Doghmi · DB Jörg Mackenthun · WR Maximilian von Garnier · OL Gerald Olszewski · RB Oye Odunayo Ojo · DL Dogan Özdincer |

| Roster della Germania - Europeo A 2010 |
| --- |
| Quarterback - 9 Dennis Zimmermann - 12 Joachim Ullrich Running Back - 2 Danny Washington - 31 Jerome Morris - 33 Daniel Barnes Wide Receiver - 3 Johannes Brenner - 6 Pascal Maier - 81 Radko Zoller - 84 Niklas Römer - 85 Dominic Hanselmann - 87 Christian Bollmann Tight End - 19 Bastian Nau - 89 Alexej Mittendorf Offensive Linemen - 58 Hannes Irmer - 60 Florian Hartmann - 61 Lars Hampel - 62 Nils Hampel - 64 Patrick Neff - 66 André Mathes OT - 69 Nils Bilinski - 75 Marten Töwe Defensive Linemen - 15 Florian Emslander - 56 Christopher Rieck - 65 Maximilian Grewe - 67 Dennis Engelbrecht - 77 Christian Fuchs - 78 Milan Mišić - 96 Robert Zernicke - 99 Torsten Roderig Linebacker - 5 Philipp Stursberg - 13 Jasson Scott - 41 Mario Nowak - 44 Simon Brenner - 50 Albert Langebartels Defensive Back - 4 Roman Solovij - 7 Leonard Greene - 20 David Seiffer - 25 Oliver Radke - 26 Matthias Eck - 29 Maximilian Macek - 32 Karl Michel - 43 Daniel McCray - 47 Sebastian Schönbroich Special Team - 35 Jan Hilgenfeldt K Roster aggiornato al 11 marzo 2025 Coaching staff HC Brad Arbon · DC Walter Rohlfing · LB Anthony Doghmi · DB Jörg Mackenthun · WR Maximilian von Garnier · OL Gerald Olszewski · RB Oye Odunayo Ojo · DL Dogan Özdincer · AC Georg Podleska |

| Roster della Germania - amichevole Italia-Germania (2011) |
| --- |
| Quarterback - Dennis Kuczynski - Gary Lautenschlager - Robert Demers Running Back - Daniel Berg - Lucas Wetzel - Waldemar Schander Wide Receiver - Felix Brenner - Danilo Naranjo González - Julian Dohrendorf - Marcel Duft - Olaf Fries - Pascal Maier Tight End - Gerrit Deterding - Loan Temming Offensive Linemen - Alexander Oberberger - Florian Hartmann - Nick Wieland - Patrick Neff - Sascha Sauer - Georg Bechtold OT - Raphael Llanos-Farfan OT Defensive Linemen - Daniel Mirus - Hendrik Bleier - Marius Klostermann - Mathieu Vogt - Milan Mišić - Sven Rieger - Thomas Rauch - Tim Egdmann Linebacker - Burghard Vogt - Daniel McCray - Philipp Stursberg - Rick Baunacke - Sean Averhoff - Simon Brenner Defensive Back - Clemens Sommerfeld - Dennis Kozak - Fabian Klaas - Falk Horn - Kevin Oates - Matthias Eck - Roman Solovij - Sebastian Schönbroich Special Team - Dustin Wilke P/K Roster aggiornato al 18 marzo 2025 Coaching staff OC Brad Arbon · DC Dogan Özdincer · DB/ST Sebastian Tuch · QB Phil Hickey · WR Maximilian von Garnier · OL Gerald Olszewski · RB Michael Daub · DL Vladimir Ilic · DAC Markus Krugmeister |

| Roster della Germania - Mondiale 2011 |
| --- |
| Quarterback - 12 Joachim Ullrich - 19 Gary Lautenschlager Running Back - 2 Danny Washington - 31 Jerome Morris - 47 Waldemar Schander Wide Receiver - 3 Danilo Naranjo González - 6 Pascal Maier - 29 Felix Brenner - 81 Julian Dohrendorf - 84 Niklas Römer - 85 Dominic Hanselmann - 87 Christian Bollmann Tight End - 30 Christian Welker - 89 Alexej Mittendorf Offensive Linemen - 5 Georg Bechtold - 50 Nick Wieland - 54 Oliver Beeck - 58 Hannes Irmer - 61 Lars Hampel - 62 Nils Hampel - 64 Sascha Sauer - 74 Raphael Llanos-Farfan Defensive Linemen - 65 Pascal Hohenberg - 75 Maximilian Grewe - 76 Hendrik Bleier - 77 Paul Krems - 78 Milan Mišić - 92 Thomas Rauch - 96 Robert Zernicke DE - 99 Sven Rieger Linebacker - 13 Jasson Scott - 41 Mario Nowak - 43 Steve Nzeocha - 44 Simon Brenner - 45 Rick Baunacke - 56 Albert Langebartels Defensive Back - 4 Roman Solovij - 7 Leonard Greene - 8 Falk Horn - 22 Mario Schmitt - 25 Oliver Radke - 26 Matthias Eck - 32 Karl Michel - 33 Clemens Sommerfeld Special Team - 34 Dennis Wiehberg P/K Roster aggiornato al 6 marzo 2025 Coaching staff OC Brad Arbon · DC Dogan Özdincer · QB Phil Hickey · WR Maximilian von Garnier · OL Gerald Olszewski · DB/ST Sebastian Tuch · DL Vladimir Ilic · LB James Jamaledine · AC Georg Podleska |

| Roster della Germania - German Japan Bowl 2014 |
| --- |
| Quarterback - Marco Ehrenfried - Mike Friese Running Back - Johannes Brenner - Fabien-André Gärtner - Sven Rosemann - Ivo Schönberner FB - Danny Washington Wide Receiver - Aurieus Adegbesan - Felix Brenner WR/QB - Julian Dohrendorf - Jan Hilgenfeldt - Joseph Joyner - Gregor Lietzau - Niklas Römer - Fabian Weigel Tight End - Georg Bechtold TE/OT Offensive Linemen - Robin Baumstark - Raphael Llanos-Farfan - Sascha Sauer - Matthias Urmes - Marco Wagner - Nick Wieland - Oliver Woldeit Defensive Linemen - Hendrik Bleier - Cedric Clark - Lars Imberg - Nelson Mokwena - Thomas Rauch - Sven Rieger - Jakob Schridde - Maximilian Wild Linebacker - Rick Baunacke - Simon Brenner - Kerim Homri - David Müller - Mario Nowak Defensive Back - Jerome Barnes - Gerhard Jäger - Benjamin Krahl - Darius Marmol Carmona - Enrico Martini - Paul Motzki - Oliver Radke - Mark Scherenberg - Mario Schmitt Special Team Roster aggiornato al 19 marzo 2025 Coaching staff HC Brad Arbon · DC Dogan Özdincer · WR Maximilian von Garnier · DL Vladimir Ilic |

| Roster della Germania - Europeo A 2014 |
| --- |
| Quarterback - 8 Marco Ehrenfried - 13 Manuel Engelmann Running Back - 22 Fabien-André Gärtner - 21 Patrick Geiger - 31 Ivo Schönberner FB - 2 Danny Washington Wide Receiver - 18 Aurieus Adegbesan - 7 Johannes Brenner - 85 Dominic Hanselmann - 87 Jan Hilgenfeldt - 9 Joseph Joyner - 81 Gregor Lietzau - 23 Danilo Naranjo González - 84 Niklas Römer Tight End - 89 Benedikt Schumann Offensive Linemen - 76 Oliver Beeck - 75 Kevin Dorn - 65 Robin Fensch - 73 Hannes Irmer - 71 Robert Hager - 47 Sven Rieger - 69 Christian Rothe - 64 Sascha Sauer - 77 Matthias Urmes Defensive Linemen - 88 Cedric Clark - 54 Simon Gavanda - 92 Lars Imberg - 58 Nelson Mokwena - 44 Thomas Rauch - 90 Maximilian Wild - 96 Robert Zernicke Linebacker - 33 Baris Atakan - 56 Hendrik Bleier - 50 Kerim Homri - 43 Mario Nowak - 30 Philipp Stursberg Defensive Back - 12 Donnie Avant CB - 6 Leonard Greene CB - 26 Falk Horn - 23 Gerhard Jäger - 11 Enrico Martini - 4 Paul Motzki - 41 Mark Scherenberg - 27 Mario Schmitt - 3 Sebastian Schönbroich Special Team Roster aggiornato al 12 marzo 2025 Coaching staff HC Brad Arbon · DC Dogan Özdincer · WR Maximilian von Garnier · DL Vladimir Ilic |

| Roster della Germania - Giochi mondiali 2017 |
| --- |
| Quarterback - 8 Paul Zimmermann - 11 Sonny Weishaupt - 12 Alexander Haupert Running Back - 23 Jazan Yassar - 29 Tobias Nick - 30 Patrick Poetsch - 44 León Helm Wide Receiver - 4 Benjamin Mau - 5 Aurieus Adegbesan - 16 Yannik Baumgärtner - 35 Levi Kruse - 81 Kwame Ofori - 84 Mike Schallo - 85 Nicolai Schumann - 88 Hendrik Hinrichs Offensive Linemen - 53 Hermann Schramm - 57 Robin Fensch - 66 Jan Lanser - 69 Philip Tolksdorf - 74 Yannic Kiehl - 75 Thomas Schmidt - 76 Aaron Wahl - 77 Herald Binczek - 78 Lane Acheampong Defensive Linemen - 52 Moritz Meis - 90 Maximilian Wild - 91 Thomas Rauch - 92 Marc-Anthony Hor - 94 Paul Seemann - 96 Sven Rieger - 98 Simon Gavanda - 99 Peter Arentsen Linebacker - 2 Thiadric Hansen - 6 Sebastian Silva Gomez - 41 Kerim Homri - 43 David Müller - 50 Simon Brenner Defensive Back - 3 Richard Grooten - 7 Till Janssen - 10 Tissi Robinson - 15 Jason Owuso - 20 Jan Abrahamsen - 21 Kristian Koeppe - 24 Joshua Poznanski - 26 Mark Scherenberg - 34 Donnie Avant Special Team Roster aggiornato al 12 dicembre 2024 Coaching staff OC Peter Springwald · DC Dogan Özdincer |